# Kremlin Cup 2019
La Kremlin Cup 2019, anche conosciuto come VTB Kremlin Cup per motivi di sponsorizzazione, è stato un torneo di tennis giocato sul cemento indoor. È stata la 30ª edizione del torneo maschile, che fa parte della categoria ATP Tour 250 nell'ambito dell'ATP Tour 2019, e la 24ª del torneo femminile, che fa parte della categoria Premier nell'ambito del WTA Tour 2019. Il torneo si è giocato all'Ice Palace Krylatskoye di Mosca, in Russia, dal 14 al 20 ottobre 2019.

## Partecipanti ATP

### Teste di serie
| Nazionalità | Giocatore         | Ranking* | Testa di serie |
| ----------- | ----------------- | -------- | -------------- |
| Russia      | Daniil Medvedev   | 4        | 1              |
| Russia      | Karen Chačanov    | 9        | 2              |
| Croazia     | Marin Čilić       | 25       | 3              |
| Serbia      | Dušan Lajović     | 31       | 4              |
| Cile        | Cristian Garín    | 32       | 5              |
| Russia      | Andrej Rublëv     | 33       | 6              |
| Francia     | Adrian Mannarino  | 44       | 7              |
| Serbia      | Miomir Kecmanović | 50       | 8              |

* Ranking al 7 ottobre 2019.

### Altri partecipanti
I seguenti giocatori hanno ricevuto una wildcard per il tabellone principale:
- Alen Avidzba
- Evgenij Donskoj
- Alibek Kachmazov

I seguenti giocatori sono passati dalle qualificazioni:

- Artëm Dubrivnyj
- Damir Džumhur
- Jahor Herasimaŭ
- Lukáš Rosol

Il seguente giocatore è entrato in tabellone come lucky loser:
- Nikola Milojević

### Ritiri
Prima del torneo
- Daniil Medvedev → sostituito da  Nikola Milojević

## Partecipanti WTA

### Teste di serie
| Nazionalità | Giocatrice             | Ranking* | Testa di serie |
| ----------- | ---------------------- | -------- | -------------- |
| Ucraina     | Elina Svitolina        | 4        | 1              |
| Paesi Bassi | Kiki Bertens           | 8        | 2              |
| Svizzera    | Belinda Bencic         | 10       | 3              |
| Croazia     | Donna Vekić            | 21       | 4              |
| Ucraina     | Dajana Jastrems'ka     | 23       | 5              |
| Lettonia    | Anastasija Sevastova   | 25       | 6              |
| Grecia      | Maria Sakkarī          | 30       | 7              |
| Russia      | Ekaterina Aleksandrova | 35       | 8              |

* Ranking al 7 ottobre 2019.

### Altre partecipanti
Le seguenti giocatrici hanno ricevuto una wildcard per il tabellone principale:
- Belinda Bencic
- Anna Kalinskaja

Le seguenti giocatrici sono passate dalle qualificazioni:

- Jana Čepelová
- Kirsten Flipkens
- Varvara Gračëva
- Kaia Kanepi

### Ritiri
Prima del torneo
- Simona Halep → sostituita da  Ons Jabeur
- Johanna Konta → sostituita da  Svetlana Kuznecova
- Anett Kontaveit → sostituita da  Anastasija Potapova
- Petra Kvitová → sostituita da  Polona Hercog
- Garbiñe Muguruza → sostituita da  Kristina Mladenovic
- Markéta Vondroušová → sostituita da  Veronika Kudermetova

## Campioni

### Singolare maschile
Andrej Rublëv ha sconfitto in finale  Adrian Mannarino con il punteggio di 6-4, 6-0.
- È il secondo titolo in carriera per Rublev, primo della stagione.

### Singolare femminile
Belinda Bencic ha sconfitto in finale  Anastasija Pavljučenkova con il punteggio di 3-6, 6-1, 6-1.
- È il quarto titolo in carriera per Bencic, secondo della stagione.

### Doppio maschile
Marcelo Demoliner /  Matwé Middelkoop hanno sconfitto in finale  Simone Bolelli /  Andrés Molteni con il punteggio di 6-1, 6-2.

### Doppio femminile
Shūko Aoyama /  Ena Shibahara hanno sconfitto in finale  Kirsten Flipkens /  Bethanie Mattek-Sands con il punteggio di 6-2, 6-1.